# Vokány
Vokány é uma vila da Hungria, situada no condado de Baranya. Tem 17,09 km² de área e sua população em 2019 foi estimada em 817 habitantes.